# Прапор Долинського району (Кіровоградська область)
Пра́пор Доли́нського райо́ну затверджений 20 грудня 2012 р. рішенням № 87 сесії Долинської районної ради.
У крижі блакитного полотнища із співвідношенням сторін 2:3 жовтий колос всередині жовтої підкови.
Комп'ютерна графіка — К. М. Богатов.